# Henry Gross
Henry Gross (Brooklyn, 1 april 1951) is een Amerikaanse singer-songwriter.

## Jeugd
Gross' moeders liefde voor muziek stimuleerden zijn streven naar een artiestencarrière. Op 14-jarige leeftijd speelde hij regelmatig in plaatselijke clubs in de omgeving van New York en bracht de zomer door met het spelen in recreatiehotels in Catskill Mountain. 

## Carrière
Op 18-jarige leeftijd, als student bij het Brooklyn College, werd Gross medeoprichter van de band Sha-Na-Na als gitarist. Hij droeg de nozemkleding, die hij droeg als student bij de Midwood High School.

### De jaren 1970
Gross verliet Sha-Na-Na voor een carrière als solo-singer-songwriter in 1970. Hij tekende een platencontract bij ABC Dunhill Records in 1971. Onderwijl deed hij enig sessiewerk voor de producenten Tommy West en Terry Cashman. Hij speelde e-leadgitaar op het album I got a name van Jim Croce. Zijn eigen debuutalbum had weinig commercieel succes. Hij ging verder met het spelen in clubs en hogescholen, totdat hij in 1973 tekende bij A&M Records.
Zijn eerste gelijknamige album bij A&M Records verkocht goed. Daaruit kwamen de landelijke hits Simone, Come On Say It, Skin King en een coverversie van de Europese hit Meet Me on the Corner van Lindisfarne. Zijn tweede album was Plug Me Into Something. Hij begon nationale bekendheid te verwerven in Rolling Stone en The New York Times.
Gross verkaste naar Lifesong Records om zijn volgende album te maken. Hij produceerde de single Shannon, een song over de dood van de hond Shannon van Beach Boys-lid Carl Wilson. De single kreeg goud in de Verenigde Staten en werd in 1976 een wereldwijde hit met klasseringen in de Billboard Hot 100 (#6) en de Cashbox Top 100 (#5). In Canada en Nieuw-Zeeland plaatste de single zich op nummer 1 in mei van hetzelfde jaar, echter in het Verenigd Koninkrijk plaatste de single zich slechts op de 32e plaats. Na dit singlesucces bracht Gross het album Release uit. Zijn tweede single Springtime Mama haalde de 37e plaats in de Verenigde Staten.
Op zijn volgende album Show Me to the Stage mengde Gross rock-'n-roll-songs met invloeden van Phil Spector en Brian Wilson. Ondanks dat het album goed verkocht, kwamen er geen hitsingles uit voort. Hij nam ook de song Help! van The Beatles op voor de documentaire All This and World War II in 1976. Gross carrière minderde, maar bij CBS Records maakte hij Love Is the Stuff en bij Capitol Records in 1981 en samen met Bobby Colomby, produceerde hij het album What's in a Name.
Als sessie-gitarist was Gross vertegenwoordigd op vele opnamen van andere artiesten, waaronder Jim Croce (I Got a Name bij ABC Records in 1973), Judy Collins (Home Again bij Elektra Records/Asylum Records in 1984) en Andy Kim (Baby I Love You bij Steed/Dot Records in 1970).
Zijn songs werden opgenomen door een veeltal artiesten, waaronder Judy Collins, Mary Travers, Cyndi Lauper, Jonathan Edwards, Henry Paul, Blackhawk, Southside Johnny, Garry Tallent en Rob Stoner.

### De jaren 1980
Tijdens de jaren 80 trad Gross op in de productie Pump Boys and Dinettes met Jonathan Edwards (Sunshine) en Nicolette Larson (Lotta Love). Gross verhuisde naar Nashville in 1986 en tekende een publicatie-deal met Pic-A-Lic Music, met als eigenaars de legendarische songwriters Roger Cook en Ralph Murphy.

### De jaren 1990
Gross ging verder met songs schrijven en opnemen in Nashville. In 1993 bracht hij het album Nothing But Dreams uit bij zijn eigen label Zenda Records, genoemd naar zijn moeders naam. Hij had een top 40 country-radiohit Big Guitar voor de Arista Records groep Blackhawk, geleid door zijn goede vriend Henry Paul. Gross bracht I'm Hearing Things (2001) uit bij Zelda Records. Hij had ook een onemanshow geschreven en onlangs vertolkt onder de naam One Hit Wanderer, die de hoogtepunten en leukste momenten uit zijn leven binnen en buiten de amusementswereld openbaart.

### De jaren 2000
Hij ging verder met opnemen in Fort Myers met multi-instrumentalist en opnametechnicus John McLane en had vier albums geproduceerd met 74 nummers: One Hit Wanderer (2006), Foreverland (2007), Rhymes and Misdemeanors en Right as Rain (2011). De single What a Christmas werd uitgebracht in hetzelfde jaar. Een verder realisatie was het uitbrengen van een drietal albums in 2011 met Jonathan Edwards en Henry Paul onder de naam Edwards, Gross & Paul.
In 2016 reisde Gross naar het Verenigd Koninkrijk om zijn langjarige vriend en muzieklegende Joe Brown te ondersteunen met diens Just Joe-tournee. Ze speelden beiden een selectie hits uit Joe's en zijn eigen discografie, maar ook een selectie rock-'n-roll- en country-hits. De tournee was een daverend succes  en een groot deel van de shows was uitverkocht. In oktober 2017 ging het tweetal op weg met dezelfde show. De tournee liep van oktober tot november 2017 en werd onderbroken voor Kerstmis. Ze gingen weer op weg in 2018 van januari tot maart.

## Discografie

### Albums
- 1969: Sha Na Na Rock and Roll Is Here To Stay (Buddha/ Kama Sutra)
- 1970: Woodstock Soundtrack LP (Cotillion/ Atlantic Records)
- 1972: Henry Gross (ABC Dunhill Records)
- 1973: Henry Gross (A&M Records) (alias The Yellow Album)
- 1975: Plug Me Into Something (A&M Records)
- 1976: Release (Lifesong Records)
- 1976: All This and World War II (20th Century Records)
- 1977: Show Me to the Stage (Lifesong Records)
- 1978: Love Is the Stuff (Lifesong Records)
- 1981: What's in a Name (Capitol Records)
- 1987: I Keep on Rockin' (Sonet Records) (nu beschikbaar bij Zelda Records)
- 1989: She's My Baby (Sonet Records) (nu beschikbaar bij Zelda Records)
- 1992: Nothing But Dreams (Zelda Records)
- 1996: One More Tomorrow/The Best of Henry Gross 70's Recordings (Varese Sarabande Records)
- 2000/2001: I'm Hearing Things (Zelda Records)
- 2006: One Hit Wanderer (Zelda Records)
- 2007: Foreverland (Zelda Records)
- 2011: Rhymes and Misdemeanors (Zelda Records)
- 2011: Right as Rain (Zelda Records)
- 2011: Edwards, Gross & Paul (Zelda Records). Trio met Jonathan Edwards (Sunshine) en Henry Paul (Outlaws, Blackhawk)
- 2017: Mixed Messages (Zelda Records)
- 2017: Stories I've Lived To Tell (Zelda Records)
- 2017: New Orleans, New Orleans (Zelda Records)

- Gemeinsame Normdatei: 134589173
- International Standard Name Identifier: 0000 0000 5545 8028
- Library of Congress Control Number: n91071432
- MusicBrainz: a283af93-2b93-4b62-be2e-0ae6e14a2622
- Virtual International Authority File: 266449998
- WorldCat: E39PBJrwPMBmBFqvhRtXXvKfMP